# 矛耙麗魚
矛耙麗魚，又稱淡腹鯛、蓝突颌丽鱼，為輻鰭魚綱鱸形目隆頭魚亞目慈鯛科的其中一種。

## 分布
本魚分布於非洲奈及利亞南部及喀麥隆南部沿岸區。

## 特徵
本魚雄魚背部和腹部輪廓均勻，但雌魚的腹部較肥厚。從吻部開始，沿魚體延伸，最後深入尾鰭鰭條中的一到黑條紋明顯的將魚體分成上下兩部份。雄魚的魚體的下半部為淺粉紅色，但是雌魚的腹部呈現鮮豔的紫李子色。雌魚在眼睛的上方和下方都有金色斑紋，雌雄兩性於都有一淺色條紋穿過頭的前端。雄魚背鰭尖，有少許的黑色斑點或條紋，帶金紅色邊緣。雌魚魚鰭圓呈烏黑色且在後部長有黑斑。背鰭硬棘14至17枚、背鰭軟條8至10枚；臀鰭硬棘3枚、臀鰭軟條7至8枚。體長可達11公分。

## 生態
本魚屬肉食性，以甲殼類、蠕蟲、昆蟲為食，常成對出現，為多產的魚，水的酸鹼值會影響卵孵化後的性別。

## 經濟利用
屬於高價值的觀賞魚，性情溫和，飼養時以中等的水族箱為宜。